# پیتراشکی (استان وارمی-ماسوری)
پیتراشکی (به لهستانی:  Pietraszki) یک روستا در لهستان است که در گمینا گووداپ واقع شده‌است.